# Эспиг, Лутц
Лутц Эспиг (нем. Lutz Espig; род. 5 января 1949 года, Грайц) — немецкий шахматист, гроссмейстер (1983). Учитель математики и физики.

## Результаты выступлений
Первого шахматного успеха добился в 1963 — 3-е место в первенстве ГДР среди школьников. Чемпион ГДР (1969 и 1971); лучшие результаты в других чемпионатах: 1973, 1978 и 1981 — 2-е; 1980 — 3-е места. Лучшие результаты в международных соревнованиях: Люблин (1970) — 1-2-е; Варна (1973) — 2-е, 1976 и 1983 — 1-е; 1986 — 3-6-е; Сочи (1974) — 2-3-е; Лейпциг (1980) — 1-е; Галле (1982) и Эгер (1987) — 2-е места.
Дважды представлял сборную ГДР на олимпиадах (1988 и 1990).